# تپه خرمن‌یری
تپه خرمن یری خانقاه سفلی (نمین) مربوط به هزاره اول قبل از میلاد - دوران‌های تاریخی پس از اسلام است و در شهرستان نمین، بخش مرکزی، روستای خانقاه سفلی(نمین) واقع شده و این اثر در تاریخ ۱۰ خرداد ۱۳۸۲ با شمارهٔ ثبت ۸۷۷۶ به‌عنوان یکی از آثار ملی ایران به ثبت رسیده است.